# این سه نفر
این سه نفر (انگلیسی: These Three) فیلمی در ژانر درام به کارگردانی ویلیام وایلر است که در سال ۱۹۳۶ منتشر شد. بونیتا گرانویل توانست به‌خاطر بازی در این فیلم برای دریافت جایزه اسکار بهترین بازیگر نقش مکمل زن نامزد شود.

## بازیگران
- میریام هاپکینز
- مرل اوبرون
- بونیتا گرانویل
- والتر برنان
- مارسیا مای جونز
- مارگارت همیلتون
- فرانک مک‌گلین